# Матуш Костур
Матуш Костур (словац. Matúš Kostúr; 28 березня 1980, м. Банська Бистриця, ЧССР) — словацький хокеїст, воротар. Виступає за ГКС (Катовіце) у Польській Екстралізі.
Виступав за ХК «Банська Бистриця», ХК «Зволен», ХК «Нітра», «Колумбус Коттонмаутс» (ECHL), «Олбані Рівер-Ретс» (АХЛ), «Огаста Лінкс» (ECHL), «Рига-2000», «Динамо» (Мінськ), «Керамін» (Мінськ), «Шахтар» (Солігорськ), ХК 05 Банська Бистриця, ХК Попрад.
У складі національної збірної Словаччини провів 2 матчі.